# Mesa (landform)

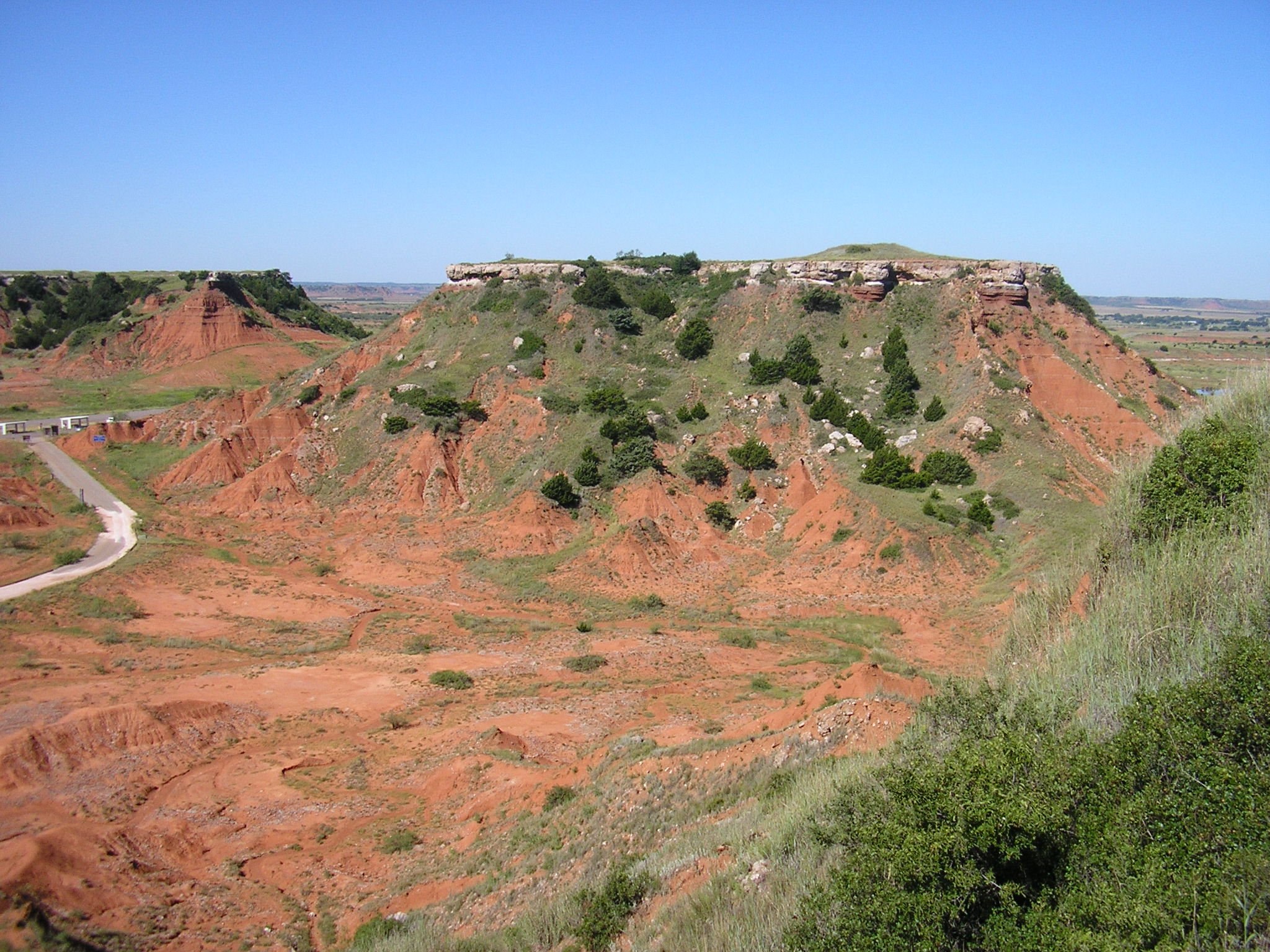
Gloss Mountains, mesor i Oklahoma i USA.

Mesa (spanska: mesa; ursprungligen från latinets mensa – båda med betydelsen bord) är ett platåberg med platt topp och branta bergssidor; den består vanligen av sedimentära bergarter.

## Förekomst
Mesa är en karaktäristisk landform i ökenlandskap. I arida miljöer bildar vattendragens erosion djupa, klyftliknande floddalar (kanjondalar), med platåberg på sidorna. Dessa platåberg (mesor) bevaras i många fall av ett skyddande lager av hårdare bergarter, av exempelvis lava eller kvartsit, vilka har motstått förvittring och således motsvarar slättens ursprungliga nivå, medan de underliggande, oftast horisontellt lagrade bergarterna är lösare (sandsten, lera, märgel) och har sköljts bort av rinnande vatten, varför ytan är genomfårad av mer eller mindre djupa rämnor och dalar.
Mesor förekommer exempelvis i sydvästra USA, Spanien, norra och södra Afrika, Arabiska halvön, Indien och Australien.